# لوكاس زن
لوكاس زن (بالبرتغالية: Lucas Zen) هو لاعب كرة قدم برازيلي، ولد في 17 يونيو 1991 في ريو دي جانيرو في البرازيل. شارك مع منتخب البرازيل تحت 20 سنة لكرة القدم. أما مع النوادي، فقد لعب مع بوتافوغو ريغاتاس ونادي فيتوريا.

## وصلات خارجية
- لوكاس زن على موقع قاعدة بيانات كرة القدم.إي يو (الإنجليزية)
- لوكاس زن على موقع Soccerway.com (الإنجليزية)